# Laudato si (Lied)
Laudato si, o mi signore (altitalienisch „Sei gelobt, mein Herr“) ist ein Neues Geistliches Lied, das im letzten Viertel des 20. Jahrhunderts zu einem der bekanntesten deutschsprachigen religiösen Lieder wurde und hinsichtlich der Popularität mit Danke für diesen guten Morgen verglichen wird. Den neunstrophigen Text schrieb der katholische Priester Winfried Pilz 1974 in freier Anlehnung an den Sonnengesang des heiligen Franz von Assisi sowie biblische Motive zu einer Melodie aus Italien. Die Melodie weist, wie Winfried Pilz später selbst bemerkte, große Ähnlichkeit mit einem gleichnamigen Lied auf, das in den 1970er Jahren ohne Autorennennung in Liederbüchern der Fokolarbewegung erschien. Es handelt sich dabei um das Lied Laudato, das die italienische Gruppe I Cachi d’Aspa 1968 aufgenommen hat. Die Autoren waren die Bandmitglieder Maurizio d’Adda (Text) und Sergio Chiesa (Musik). Winfried Pilz’ Lied ist fester Bestandteil katholischer und evangelischer Jugendliederbücher. Es wurde ins Evangelische Gesangbuch von 1993 (Nr. 515, Rubrik Natur und Jahreszeiten) und ins Gesangbuch der Evangelisch-reformierten Kirchen der deutschsprachigen Schweiz von 1998 (Nr. 529, Rubrik Schöpfung, Jahreszeiten, Erntedank) aufgenommen. Im katholischen Gotteslob von 2013 ist es nur in einigen Diözesanausgaben enthalten.

## Entstehung und Rezeption
Winfried Pilz lernte die Melodie mit dem Kehrvers Laudato si, o mi signore 1974 in Italien kennen. Sie prägte sich ihm ein, und er verfasste die deutschen Strophen dazu. Als Rektor und Seelsorger am Jugendhaus Altenberg sang er das Lied Pfingsten 1975 mit Jugendlichen, die es so sehr begeisterte, dass es von dort seinen Siegeszug antrat.
Ein Beleg für die Beliebtheit des Liedes über das kirchliche Milieu hinaus ist die große Zahl von Parodien, darunter die von Mickie Krause, die zum Ballermann-Schlager wurde.
Aufgrund der 2022 bekannt gewordenen Missbrauchsvorwürfe gegen Pilz wurde kritisiert, dass Laudato si weiterhin und bisher weitgehend ohne kritische Diskussion in Gottesdiensten gesungen wird.

## Form und Inhalt
Der italienische Kehrvers besteht aus dem viermaligen Laudato si, o mi signore, den Anfangsworten von Franziskus’ Sonnengesang. Die vier – reimlosen – Zeilen aller neun deutschen Strophen beginnen mit dem Ruf „Sei gepriesen“, fortgesetzt durch einen Grund für das Gotteslob, zusammengefasst in der immer gleichen Schlusszeile „Sei gepriesen, denn du bist wunderbar, Herr!“ Die Strophen 1–6 thematisieren die Schöpfung, wobei neben Franziskus’ Sonnengesang auch Dan 3,57–82  und Psalm 104 mitklingen. Die Strophen 7 und 8 besingen Menschwerdung, Tod und Auferstehung Jesu Christi. Die neunte Strophe bildet den eschatologischen Abschluss.

## Melodie
Die im Wesentlichen aus Tonrepetitionen bestehende Melodie basiert auf dem verbreiteten Kadenzschema Tonika–Mollparallele–Subdominante–Dominante. Jeder dieser Akkorde beherrscht zwei der acht Takte sowohl des Kehrverses wie der Strophen, sodass beide auch wie ein zweistimmiger Kanon kombiniert werden können. Zusammen mit dem in jeder Zeile gleich synkopierten Rhythmus ergibt sich daraus die ohrwurmartige Suggestivität des Liedes.